# Tetrasaharid
Tetrasaharid je ugljeni hidrat koji se sastoji od četiri molekula istog ili različitih monosaharida. Na primer, stahioza se sastoji od glukoze, fruktoze i dva molekula galaktoze. Generalna formula tetrasaharida je tipično .

## Primeri
| Tetrasaharid                      | Jedinica 1 | Veza   | Jedinica2 | Veza   | Jedinica 3 | Veza   | Jedinica 4 |
| Nistoza (β-D-Fruktozil-1-kestoza)  | glukoza    | α(1→2) | fruktoza  | β(1→2) | fruktoza   | β(1→2) | fruktoza   |
| Nigerotetraoza                    | glukoza    | α(1→3) | glukoza   | α(1→3) | glukoza    | α(1→3) | glukoza    |
| Stahioza                          | galaktoza  | α(1→6) | galaktoza | α(1→6) | glukoza    | α(1→2) | β-fruktoza |
| Maltotetraoza                     | glukoza    | α(1→4) | glukoza   | α(1→4) | glukoza    | α(1→4) | glukoza    |
| Lihnoza (1-α-Galaktozil-rafinoza) | galaktoza  | α(1→6) | galaktoza | α(1→2) | fruktoza   | β(1→1) | galaktoza  |
| Sesamoza                          | galaktoza  | α(1→6) | galaktoza | α(1→6) | fruktoza   | β(2→1) | glukoza    |

## Literatura
- Lindhorst, Thisbe K. (2007). Essentials of Carbohydrate Chemistry and Biochemistry (1. изд.). Wiley-VCH. ISBN 978-3-527-31528-4.
- Robyt, John F. (1997). Essentials of Carbohydrate Chemistry (1. изд.). Springer. ISBN 978-0-387-94951-2.